# 서울 여운형 묘소
서울 여운형 묘소는 서울특별시 강북구 우이동에 있는, 독립운동가이자 언론인인 여운형 선생의 묘소이다. 2013년 2월 21일 대한민국의 국가등록문화재 제530호로 지정되었다.

## 개요
여운형선생은 일제강점기 중국 상해의 대한민국 임시정부, 국내에서 조선중앙일보와 조선건국 동맹 등을 결성하여 항일독립운동과 자주독립국가 건설을 위해 노력한 독립운동가이자 언론인으로 활동한 독립운동의 공적을 인정받아 대한민국장을 수여받은 인물로, 이 곳은 선생의 애국정신을 기릴 수 있는 역사적·교육적 가치가 큰 곳이다.

## 같이 보기
- 여운형

## 참고 자료
- 서울 여운형 묘소 - 국가유산청 국가유산포털